# OGRE
OGRE (acrônimo para "Object-oriented Graphics Rendering Engine") é um motor gráfico 3D orientado a objetos. É um dos motores disponíveis de código aberto com mais recursos. É escrita por um pequeno time, mas possui um grande número de colaboradores. A principais linguagens usadas por ele são C++ e Python (HighPy), porém existem versões de teste para Java e Microsoft .NET.

## Características
Esta biblioteca possui um sistema de scripts, que permite declarar materiais, pós processadores, sistema de partículas e shaders. Deste modo, a compilação do código fonte não é necessária, bastando apenas alterar o script correspondente. Sendo altamente orientada a objetos e com a portabilidade em primeiro plano, a mudança entre sistemas de renderização (OpenGL/DirectX), sistemas operacionais (Windows/Linux/Mac OS) e gerenciadores de cenário ocorre de forma automatizada, graças a uma arquitetura de layers que permite que essas trocas se tornem transparentes.

## Materiais
Cada material pode ser criado de modo procedural ou salvo em scripts. Estando em um arquivo separado, seu uso se torna mais flexível, pois existe herança de materiais. Esta herança também ajuda a diminuir a complexidade, ocultando operações redundantes. Se houver necessidade, o OGRE também suporta LOD para materiais, proporcionando assim um maior desempenho.